# .375 Holland & Holland Magnum
La cartuccia .375 Holland & Holland Magnum è una munizione da fucile Express o per fucile a otturatore girevole-scorrevole, usati per la caccia grossa.

## Storia
Sviluppata in Inghilterra dalla Holland & Holland di Londra nel 1912 per la caccia nell'Africa coloniale britannica e in altri paesi dove si trovano prede particolarmente pericolose ed aggressive, ebbe rapidamente un notevole successo data la sua versatilità e il non eccessivo stress meccanico che provocava nelle armi. Dotata di potenza sufficiente per abbattere gli animali di maggior mole poteva essere anche usata su selvaggina più piccola senza causare danni rovinosi alla preda. Fu introdotta anche negli Stati Uniti d'America intorno all'inizio degli anni venti ed in Europa continentale dopo la fine della seconda guerra mondiale. Oggi molte fabbriche costruiscono fucili e carabine in questo calibro che rimane uno dei più apprezzati per la caccia grossa.

## Caratteristiche
Il bossolo è di tipo "a bottiglia", leggermente conico e "cinturato" (cioè con un anello di rinforzo presso la base), con la spalla piuttosto smussata (circa 15º) ed ha una lunghezza di 72,4 mm. La lunghezza totale della cartuccia può variare a seconda del tipo di palla montata ma è generalmente intorno ai 90 mm. Con palle di peso variabile dai 250 ai 300 grani (1 grano = 0,0648 g) e velocità dai 700 agli 800 (e oltre) metri al secondo, può sviluppare energie superiori ai 600 chilogrammetri (5886 Joule).

## Armi

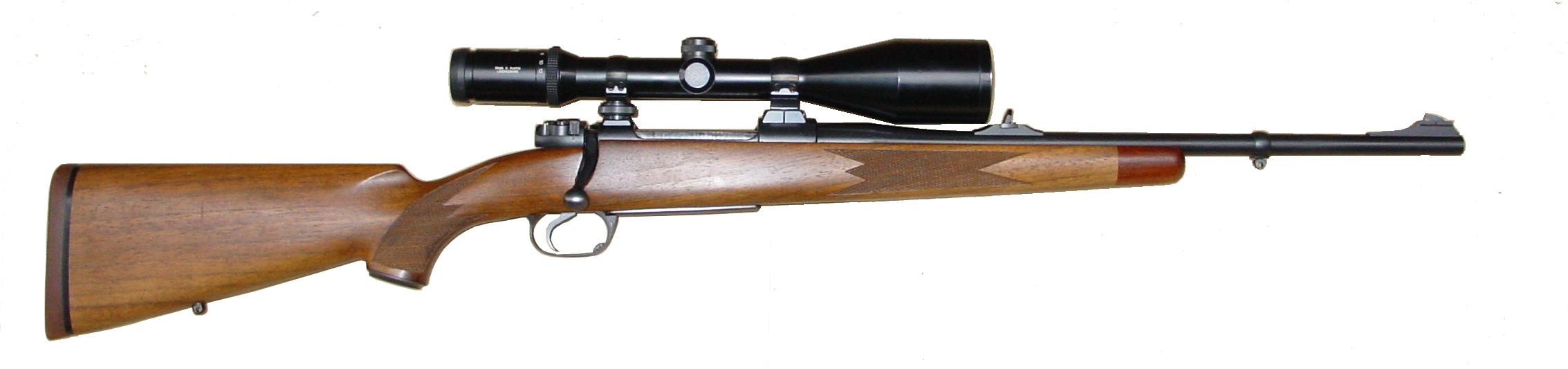
Moderna carabina da caccia

La cartuccia in questione è camerata da moltissime armi sia del tipo a otturatore girevole-scorrevole che del tipo express. Esistono anche alcuni tipi di armi corte in grado di spararla ma si tratta soprattutto di modelli sperimentali o curiosità per tiro in poligono: esse infatti, dato il poderoso rinculo generato dalla munizione, sono di difficilissima gestibilità e non vengono solitamente usate per la caccia dove la precisione del tiro può essere vitale.